# نهائي كأس الكونكاكاف الذهبية 2005
نهائي كأس الكونكاكاف الذهبية 2005 (بالإنجليزية: 2005 CONCACAF Gold Cup final)‏ مباراة كرة قدم لتحديد الفريق الفائز في مسابقة كأس الكونكاكاف الذهبية 2005. أقيمت المباراة على ملعب جاينتس في إيست روثرفورد، نيوجيرسي، في 24 يوليو 2005. وتنافس فيها الفائزان في الدور نصف النهائي، منتخب الولايات المتحدة ومنتخب بنما. انتهت أشواط المباراة بالتعادل بنتيجة 0-0 بعد الوقت الإضافي، مما يؤدي إلى لجوء الفريقين إلى ركلات الترجيح لتحديد الفائز والتي سيفوز بها منتخب الولايات المتحدة بنتيجة 3-1 مع الركلة الحاسمة من قبل براد ديفيس.

## الفريقين
المنتخبات المتأهلة إلى دور خروج المغلوب وواصلت طريقها إلى نهائي بطولة كأس الذهبية الكونكاكاف 2005
| الفريق           | الظهور في نهائيات كأس الكونكاكاف الذهبية السابقة (الخط الغليظ للأرقام يشير لسنة التتويج باللقب) |
| ---------------- | ----------------------------------------------------------------------------------------------- |
| الولايات المتحدة | 4 (1991، 1993، 1998، 2002)                                                                      |
| بنما             | أول ظهور في نهائي كأس الكونكاكاف الذهبية                                                        |

## الطريق إلى النهائي
| م | الفريق           | لعب | نقاط |
| - | ---------------- | --- | ---- |
| 1 | الولايات المتحدة | 3   | 7    |
| 2 | كوستاريكا        | 3   | 7    |
| 3 | كندا             | 3   | 3    |
| 4 | كوبا             | 3   | 0    |

| م | الفريق           | لعب | نقاط |
| - | ---------------- | --- | ---- |
| 1 | هندوراس          | 3   | 7    |
| 2 | بنما             | 3   | 4    |
| 3 | كولومبيا         | 3   | 3    |
| 4 | ترينيداد وتوباغو | 3   | 2    |

## المباراة

### تفاصيل المباراة
| الولايات المتحدة                                            | 0–0 (ب.و.إ.) | بنما                                                            |
| ----------------------------------------------------------- | ------------ | --------------------------------------------------------------- |
|                                                             | Report       |                                                                 |
| ركلات الترجيح                                               |              |                                                                 |
| سانتينو كوارانتا · كريس أرماس · لاندون دونوفان · براد ديفيس | 3–1          | لويس تيخادا · خورخي ديلي فالديز · فيليبي بالوي · ألبيرتو بلانكو |

## روابط خارجية
- Official website نسخة محفوظة January 24, 2021, على موقع واي باك مشين.